# Polykleitos

Doryforos – "Spjutbäraren" (romersk kopia i marmor; Museo Archeologico Nazionale di Napoli).

Polykleitos var en skulptör i antikens Grekland, verksam omkring 460–420 f.Kr.

## Biografi
Polykleitos, en av den högklassiska tidens främsta bildhuggare, formulerade den så kallade proportionsläran, kanon, med regler och teknik för att i konst avbilda den mänskliga anatomin. Han var något yngre än Fidias och mycket populär redan under sin livstid. Endast marmorkopior av hans, vanligen i brons, utförda verk finns bevarade.
Ett av hans mest kända verk är skulpturen Doryforos (Δορυφόρος, "Spjutbäraren"), som anses vara ett mästerverk i proportioners harmoni. Denna skulptur uppfyller kraven för gyllene snittet. Gyllene snittet brukar förknippas med Polykleitos, då han upptäckte den perfekta kroppen. Gyllene snittet är ett mått på perfektion. 
Polykleitos proportionslära fick stor genomslagskraft och inflytande i den samtida konsten. 

## Utmärkelser
Asteroiden 5982 Polykletus är uppkallad efter honom.